# HD 21179
HD 21179，又名BD+71 201，SAO 4917、HR 1032，是一颗恒星，视星等为6.32，位于銀經134.7，銀緯12.72，其B1900.0坐标为赤經3h 19m 56.8s，赤緯+71° 12.72′ 56″。